# Europese Norm
Europese Normen (afgekort als EN) worden opgesteld onder auspiciën van de Europese normalisatie-organisatie CEN (fr: Comité Européen de Normalisation, en: European Committee for Standardization) in Brussel en per land gepubliceerd door de aangesloten nationale normalisatie-instituten. Voor Nederland is dat het Nederlands Normalisatie-instituut (NEN) en voor België is dat het Bureau voor Normalisatie (NBN).
Deze normen kunnen worden gepubliceerd in de eigen landstaal en worden bijvoorbeeld in Nederland aangeduid met NEN-EN 100, waarbij NEN de aanduiding van het nationale normalisatie-instituut is en 100 een uniek volgnummer. De Duitse identieke versie van deze norm is dan bekend als DIN-EN 100 en wordt gepubliceerd door het Duitse normalisatie-instituut DIN. De Belgische variant draagt de code NBN EN 100.